# Václav Kořínek (kněz)
J.M. can. Václav Kořínek (25. prosince 1915 Blovice – 30. ledna 2007 Blovice, čp. 158) byl český katolický kněz, kanovník svatovítské kapituly.

## Počátky životní dráhy
Narodil se na Boží hod vánoční v roce 1915. Dne 28. prosince 1915 byl pokřtěn v kostele svatého Jana Evangelisty v Blovicích. Své vzdělání dokončil, po uzavření všech vysokých škol včetně Karlovy Univerzity, studiem teologie na Institutum theologicum Archidioecesis Pragensis v Dolních Břežanech a 29. června 1940 byl v Praze vysvěcen na kněze. Svou první mši svatou (primici) slavil v kostele v Blovicích, kde byl pokřtěn. Od 1. srpna 1940 do 31. března byl kaplanem ve farnosti Sedlčany. Od 1. dubna 1942 do 30. září 1953 byl kaplanem u sv. Václava v Praze-Smíchově a od 15. května 1951 do 30. září 1953 byl také administrátorem excurrendo farnosti Praha 5 – Zlíchov. Od 1. října 1953 do 30. listopadu 1959 byl farářem v Praze - Podolí a od 1. prosince 1959 do 31. října 1973 byl administrátorem farnosti Praha - Nusle.

## Církevní kariéra
V roce 1947 obdržel synodalie a v roce 1948 konsistorní pochvalu. V roce 1952 dostal expositorium canonicale a v roce 1955 byl jmenován arcibiskupským notářem. V roce 1957 se stal vikářem 2. pražského vikariátu a od 27. března 1957 do 1. listopadu 1973 byl nesídelním kanovníkem královské kolegiátní kapituly na hradě Karlštejně. 9. července 1965 se stal čestným konsistorním radou a 23. prosince 1965 osobním děkanem. 14. února 1965 byl jmenován členem liturgické komise. 13. února 1967 se stal členem disciplinární komise Consilium a vigilantia a v roce 1972 prosynodálním soudcem metropolitního církevního tribunálu v Praze.
Dne 1. listopadu 1973 byl jmenován kanovníkem Metropolitní kapituly u sv. Víta a 20. prosince 1973 byl instalován jako canonicus ecclesiastes et tertius Ioanneus. Ve svatovítské metropolitní kapitule byl od 18. ledna 1984 do 30. června 1995 penitenciářem. 1. května 1987 byl ve svatovítské metropolitní kapitule jmenován a 13. června 1987 instalován na místo praelatus scholasticus. Bydlel v kanovnickém domě na Hradčanském náměstí, čp. 63/9.
K jeho dalším funkcím patřila služba u metropolitního církevního tribunálu v Praze kde se stal 1. června 1973 defensorem vinculi. Od 1. listopadu 1973 do 30. června 1995 byl farářem při svatovítské katedrále v Praze. Od 1. července 1995 do 30. června 2001 byl rektorem kostela sv. Benedikta na Hradčanském náměstí v Praze. Od 5. května 1980 se stal stavebním referentem konsistoře pro údržby a opravy církevních objektů v arcidiecézi.

## Závěr života
V posledních dvou letech života vypomáhal nemocnému spolubratrovi v kněžské službě ve svém rodišti ve farnosti v Blovicích. Zemřel 30. ledna 2007 v Blovicích ve večerních hodinách po šedesáti sedmi letech svého kněžského života. V den smrti ještě odsloužil svoji poslední mši svatou. Jeho pohřbu 10. února 2007 se zúčastnila řada významných církevních představitelů, jeho příbuzných (měl tři sestry a jednoho bratra) a obyvatel města. Pohřební bohoslužbu sloužil tehdejší místní farář Pavel Krejcar. Podle jeho přání byl pohřben na hřbitově v Blovicích a na jeho náhrobku je nápis: „P. Václav Kořínek / Metropolitní kanovník a farář v katedrále sv. Víta v Praze / Blovický rodák / *25.12.1915 †30.1.2007“.